# 余少华
余少华（1962年9月6日—），男，湖北武汉人，信息与通信网络技术专家。

## 生平
先后在武汉大学空间物理系攻读空间物理学学士，无线电物理学硕士和空间物理学博士学位，最终于1992年获得武汉大学理学博士学位。2015年当选中国工程院院士，现任武汉邮电科学研究院总工程师，光纤通信技术和网络国家重点实验室主任，武汉光讯科技公司董事长。2018年2月24日，当选为第十三届全国人大代表。

## 简历
余少华的主要研究方向是光纤传输系统和通信网络技术。